# Naked Lunch (Roman)
Naked Lunch ist ein literarisches Werk des US-amerikanischen Schriftstellers William S. Burroughs. Er erschien erstmals 1959 in Frankreich bei Olympia Press. Naked Lunch gilt als Burroughs’ Hauptwerk und ist eines der wichtigsten literarischen Dokumente der Beat Generation.

## Entstehung
Das Buch entstand in den Jahren 1956 bis 1958 in der Internationalen Zone von Tanger, wo Burroughs seit 1954 lebte. Deshalb trug das Manuskript ursprünglich den Arbeitstitel Interzone. Nachdem er seine zwölfjährige Heroinsucht überwunden hatte, konsumierte er stattdessen täglich erhebliche Mengen Alkohol und Cannabis und brachte unter dem Einfluss dieser Substanzen in einem beinahe automatischen Schreiben eine große Menge von literarischen Texten zu Papier. Verschiedene Autoren der Beat Generation, mit denen er in regem Briefwechsel stand, besuchten ihn 1957, um das Material editionsfähig zu machen, doch Jack Kerouac bekam davon Albträume und zog sich von der redaktionellen Arbeit zurück. Allen Ginsberg, sein Liebhaber Peter Orlovsky und der Dichter Alan Ansen stellten schließlich ein 200-seitiges Manuskript zusammen, das Burroughs an den auf erotische Literatur spezialisierten Pariser Verlag Olympia Press schickte.

## Inhalt und Stil
Die zumeist angegebene Gattungsbezeichnung Roman ist irreführend. Es handelt sich um disparate Aufzeichnungen von realen Erlebnissen, Halluzinationen und Phantasien, die durch keinen durchgängigen Handlungsfaden verbunden sind. Ein Gutteil des Textes besteht aus Notizen, die durch Drogen oder durch ihren Entzug induzierte Halluzinationen beschreiben, von denen Burroughs selbst angab, er erinnere sich nicht daran, sie aufgeschrieben zu haben. Gleichwohl hat das Buch gewisse Strukturelemente: Bestimmte Themen und Formulierungen kommen leitmotivisch wieder vor. Der „geneigte Leser“ wird explizit angesprochen und mehrfach mit dem Hochzeitsgast aus Samuel Coleridges Ancient Mariner verglichen, der gezwungen war, sich das grausame Geschehen anzuhören.
Am Anfang und am Ende parodiert Burroughs den Stil der „hardboiled“ Kriminalromane, dessen er sich bereits in seinem ersten Roman Junky (1953) bediente. In den so geschriebenen Teilen des Buches berichtet der suchtkranke Ich-Erzähler Lee von seiner erfolgreichen Flucht vor der Polizei. Dieser Teil weist in der detailreichen Schilderungen des New Yorks der 1950er Jahre einen großen Realismus auf und  erinnert an B-Movies. Die mittleren Passagen des Buchs sind im Stil von Science-Fiction-Romanen geschrieben. Hier entkommt Lee quer durch Raum und Zeit in die multikulturelle Interzone und nach Freeland, wo er monströsen Außerirdischen begegnet.
Der Text behandelt in unkonventioneller und radikaler Manier das Thema Kontrolle. Burroughs malt in so genannten routines, kurzen, anscheinend improvisierten Erzählpassagen satirischen oder grotesk übersteigerten Charakters seine Obsessionen aus, etwa Hinrichtungen junger Männer durch Erhängen, die beim Genickbruch ejakulieren, Geheimagenten, außerirdische Organisationen und Verschwörungen von kosmischem Ausmaß sowie reale und imaginäre Drogen mit enormem Suchtpotenzial wie Mugwump jism, das aus dem Fleisch riesiger Hundertfüßer gewonnen wird. Längere Passagen sind offen mysogyn, wenn etwa aus einer homosexuellen Perspektive vor der Verseuchung durch „namenlose weibliche Substanzen“ gewarnt wird, vor dem Vaginaldruck, dem selbst ein stählerner Dildo nicht standhalte (diese Passage inspirierte die Rockband Steely Dan zu ihrem Namen), oder vor der Vagina dentata.  Die Sprache ist oft Slang der Drogensüchtigen und der Homosexuellen, in ihrer Lakonik wirkt sie oft gleichzeitig grausam und komisch. Die bizarr unmenschliche Gestalt des „Dr. Benway“, die mehrere Auftritte hat, kann laut dem Literaturwissenschaftler Jörg Drews als Reminiszenz an die Phantasien von bösen Ärzten verstanden werden, die in Phasen des Heroinentzugs typisch seien. Edward J. Ahearn deutet die Figur des Dr. Benway allegorisch als eine albtraumhafte Medizinwissenschaft, die in ihrem Streben, Menschen zu kontrollieren, verrückt geworden ist.
Naked Lunch enthält beißende Satiren gegen Religion, gegen die Todesstrafe und gegen die Vereinigten Staaten, die allesamt mit Drogensucht und mehr oder weniger devianten Sexualpraktiken in Verbindung gebracht werden. In einer zentralen Passage weitet Burroughs den Gegenstand seiner Polemik noch aus: „Armut, Hass, Krieg, Polizei-Kriminelle, Bürokratie, Wahnsinn“ – all dies seien Symptome des „menschlichen Virus“: Und nun könne dieser Virus isoliert und behandelt werden.

## Rezeption
Der Roman rief bei seinem Erscheinen einen Skandal hervor und wurde zunächst 1965 in einem Urteil des Supreme Court in Massachusetts verboten. In dem Urteil hieß es: „Ein widerlicher Gifthauch ununterbrochener Perversion, literarischer Abschaum“.
Im Jahre 1966 wurde das Verbot in einem erneuten Gerichtsverfahren wieder aufgehoben.
Naked Lunch wurde zunächst überhaupt nicht rezensiert. Erst nach einer Neuauflage im angesehenen New Yorker Verlag Grove Press 1962 nahm die literarische Kritik das Werk zur Kenntnis. Die New York Times stellte seinen Verfasser in eine Reihe mit Jonathan Swift, Alfred Jarry und Jean Genet, Newsweek nannte es „ein Meisterwerk, wenn auch ein völlig wahnsinniges und anarchisches“, die New York Herald Tribune deutete das Buch existenzialistisch: Es reduziere die essenzielle Absurdität des Lebens auf eine „Serie von Lichtblitzen aus grausamen und oft sinnlosen Charaden“. Das Time magazine nahm Naked Lunch in seine Liste der hundert besten englischsprachigen Romane seit 1923 auf.
Paul Bowles nannte Burroughs nach der Lektüre von Naked Lunch „den größten amerikanischen Humoristen“, sein Biograph Barry Miles lobt die in dem Buch implizierte Gesellschaftskritik als „einsichtsvoll“ und „auf schockierende Weise prophetisch“. Der Literaturwissenschaftler Jörg Drews nennt Naked Lunch „eines der großen literarischen Dokumente des Befangenseins in einem Zustand menschenunwürdiger Willensunfreiheit und der Befreiung daraus“. Es sei ein durchaus moralisches Buch.

## Adaptionen
Das lange Zeit als unverfilmbar geltende Werk wurde 1991 von David Cronenberg unter dem Titel Naked Lunch – Nackter Rausch frei adaptiert.
Der italienische Comiczeichner Gianluca Lerici, auch bekannt unter seinem Künstlernamen Professor Bad Trip, adaptierte den Roman in seiner Graphic Novel Il Pasto Nudo (1992),  herausgegeben von Shake Edizioni.